# Dødsfall
Dødsfall är en norsk black metal-grupp, bildad 2009. Bandets låttexter handlar bland annat om misantropi och satanism.

## Diskografi
Studioalbum
- 2011 – Den svarte skogen
- 2012 – Inn i mørkets kongedømme
- 2013 – Djevelens evangelie
- 2015 – Kaosmakt
- 2019 – Døden skal ikke vente
- 2022 – När mörkret är på väg